# Colorado ranger horse
De Colorado Ranger Horse is een paardenras uit de Verenigde Staten. Het ras is verwant aan de Appaloosa en staat bekend als een eersteklas rijpaard dat vaak op ranches met koeien werkt. 

## Geschiedenis
In 1878 kreeg generaal U.S. Grant, die toentertijd een reis naar Turkije ondernam, twee paarden cadeau van de Sultan van Constantinopel: een Arabier die Leopard werd genoemd en een Berber met de naam Linden Tree, beiden hengsten. Begin 1894 verhuisden deze twee paarden naar een ranch in Nebraska. Ze dekten verschillende plaatselijke merries en de nakomelingen werden gebruikt tijdens het werk op de ranch. Dit nieuwe paardenras raakte bekend onder de naam Colorado Ranger.

## Eigenschappen
Colorado Rangers zijn eersteklas rijpaarden en daarnaast goede werkers met runderen. Ze hebben een uitstekend temperament. Ze zijn ook erg vriendelijk. De Colorado Ranger moet aan bepaalde eisen voldoen wat betreft exterieur en afstamming. De enige toegestane invloed van andere rassen is Arabier, Engelse volbloed, Lusitano, Quarter horse en Appaloosa. 

### Exterieur
Colorado Rangers hebben een aantrekkelijk hoofd met alerte en beweeglijke oren. Hun hals moet gespierd en van goede lengte zijn, de borst breed en diep. Ze hebben een ronde ribbenkast en een compacte rug. De achterhand is zeer krachtig en de algemene indruk van het ras is een solide, gespierde 'energiebundel'. De stokmaat is 1,47m tot 1,62m. Alle kleuren zijn toegestaan, maar vaak zijn ze gespikkeld.

## Gebruik
Vaak worden Colorado Rangers op ranches gebruikt, soms ook tijdens langeafstandswedstrijden. Sommige Rangers worden in de dressuur of het springen uitgebracht, maar het werkelijke talent ligt in het westernrijden.